# Isola pedonale

Cartello stradale italiano indicante l'inizio dell'area pedonale

L’isola pedonale è un'area urbana all'interno della quale viene vietata la circolazione dei mezzi, sia pubblici che privati.
La fruizione, ai sensi dell'art. 3 comma 1 n. 2 del codice della strada, è riservata esclusivamente ai pedoni, alle biciclette (le quali possono essere escluse solo tramite segnaletica specifica), ai veicoli in servizio di emergenza o ai veicoli utilizzati da disabili.
Questa situazione favorisce il movimento dei pedoni e quindi è stata adottata nei centri storici di città grandi e piccole.
Altro vantaggio è costituito dal fatto che l'aria è meno inquinata e la soglia di rumore è più bassa per via della mancanza di traffico.
Per questo motivo in molte città del mondo si sta attuando la politica di incremento delle aree in cui vige il divieto di traffico, al duplice scopo di diminuire l'inquinamento atmosferico e di rendere più agevole la circolazione dei pedoni nelle aree a più alta densità commerciale.

## Europa

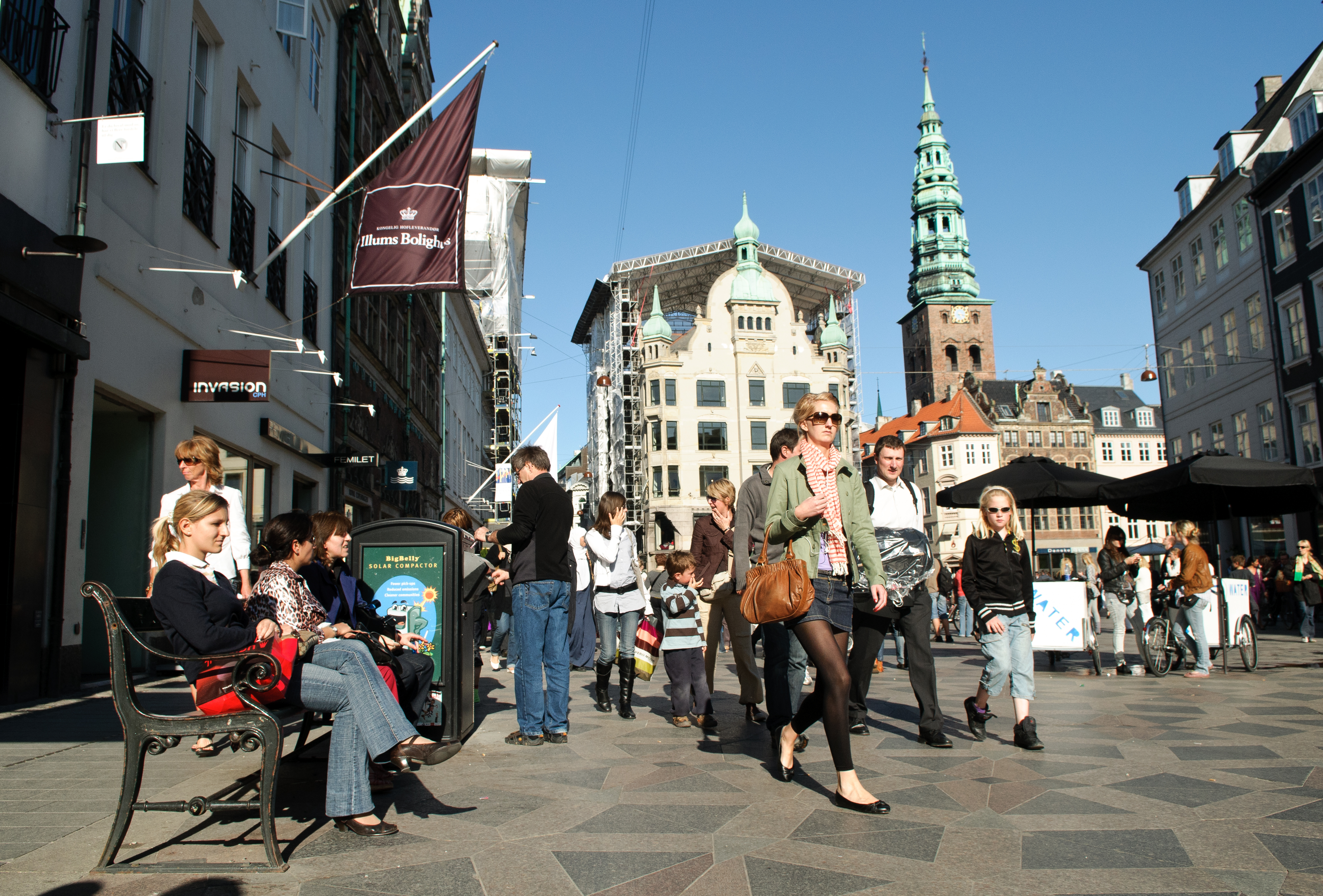
Pedoni lungo la Amagertorv, una delle strade che compongono lo Strøget

Il termine "isola pedonale" o "area pedonale" è usato nella lingua italiana, e la maggior parte di altri paesi europei utilizza un termine simile (inglese: pedestrian zone, francese: zone piétonne, tedesco: Fußgängerzone, spagnolo: zona peatonal).
La prima strada pedonale appositamente costruita in Europa è la Lijnbaan a Rotterdam, inaugurata nel 1953. In Italia, la prima pedonalizzazione è avvenuta nell'area del Colosseo, a Roma, nel 1980: nella capitale il dibattito sulle isole pedonali è nato nel decennio precedente.
Un gran numero di città europee hanno creato, in particolare a partire dagli anni sessanta, isole pedonali in alcune parti dei loro centri storici. Queste sono spesso accompagnate da parcheggi ai margini della zona pedonale, e, talvolta, sistemi di parcheggi scambiatori. L'isola pedonale del centro di Copenaghen è una delle più grandi e antiche: le strade del centro della capitale danese sono state convertite da strade atte alla circolazione del traffico a isola pedonale nel 1962; in particolare, il 17 novembre, è partita la sperimentazione della pedonalizzazione nell'area nota come Strøget, comprendente cinque diversi viali interconnessi che creano una grande zona pedonale tra le due maggiori piazze della città.
La maggior parte di zone pedonali permettono il transito di camion che effettuano consegne a servizio delle imprese locali, in particolare nelle prime ore della mattinata, e il transito di veicoli addetti alla pulizia stradale, solitamente dopo l'orario di chiusura dei negozi.

### Cittadine, città e regioni pedonalizzate

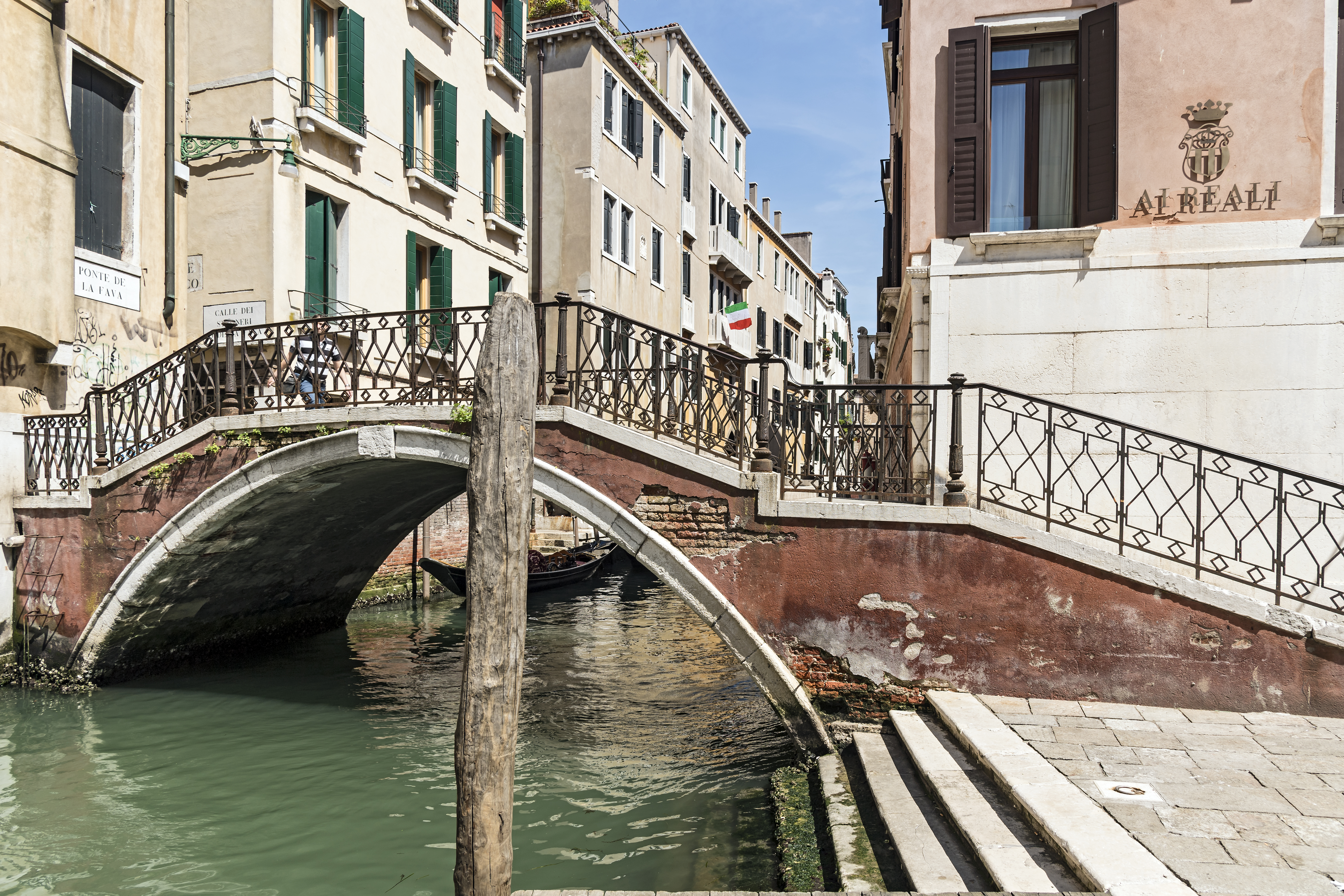
Rio de la Fava

Vi sono, in Europa, parecchie città che non hanno mai consentito il transito di veicoli a motore. Gli esempi archetipici sono Venezia, essendo costruita su un arcipelago di 121 isole formate da 177 canali in una laguna, e Zermatt, nelle Alpi svizzere, che è stata chiusa al traffico per più di tre decenni.
Altri esempi sono le Cinque Terre in Italia, Gand in Belgio, che è una delle più grandi isole pedonali in Europa, Pontevedra in Spagna con una zona senza auto estesa al centro storico e ai quartieri esterni  e il centro storico di Rodi, dal momento che molte, se non la maggior parte, delle strade sono troppo ripide e/o stretta per la circolazione automobilistica. Il Monte Athos è un territorio autonomo della Grecia, dotato di uno statuto speciale di autogoverno teocratico; non permette, sul suo territorio, il transito di automobili, ad eccezione di alcuni camion e veicoli legati al lavoro. Non consentendo il transito di automobili oltre le mura, la città medievale di Medina a Malta, è nota come la "città del silenzio", a causa dell'assenza di traffico automobilistico in città. Sark, un'isola della Manica è interamente pedonale e solo le biciclette, carrozze e trattori possono essere utilizzati come mezzi di trasporto. Un'altra città italiana che vieta il passaggio di automobili nel suo interno è Civita di Bagnoregio, arroccata su un altopiano di difficile accesso.

### Aree di sviluppo urbano pedonalizzate
Mentre la sezione precedente descrive i luoghi in cui è vietata la circolazione di vetture principalmente per ragioni storiche, le aree di sviluppo urbano senza auto sono quelle aree o di nuova costruzione o già edificate in cui è vietata la circolazione di mezzi per altre ragioni.
Le aree di sviluppo urbano senza auto sono definite da Melia et al. (2010) come aree residenziali o di uso misto che: 
- forniscono normalmente aree sgombre dal traffico;
- offrono rari stalli per la sosta (o talvolta assenti), generalmente separati dalle abitazioni;
- sono progettati per consentire ai residenti di vivere senza possedere un'auto.[6]

Questa definizione si basa principalmente sulle varie esperienze effettuate nell'Europa nord-occidentale, dove è iniziato il movimento per gli sviluppi abitativi senza automobili. Nell'ambito di questa definizione, sono identificati tre tipi: 
- modello Vauban
- zone con accesso limitato
- centri pedonali con popolazione residente

Vauban

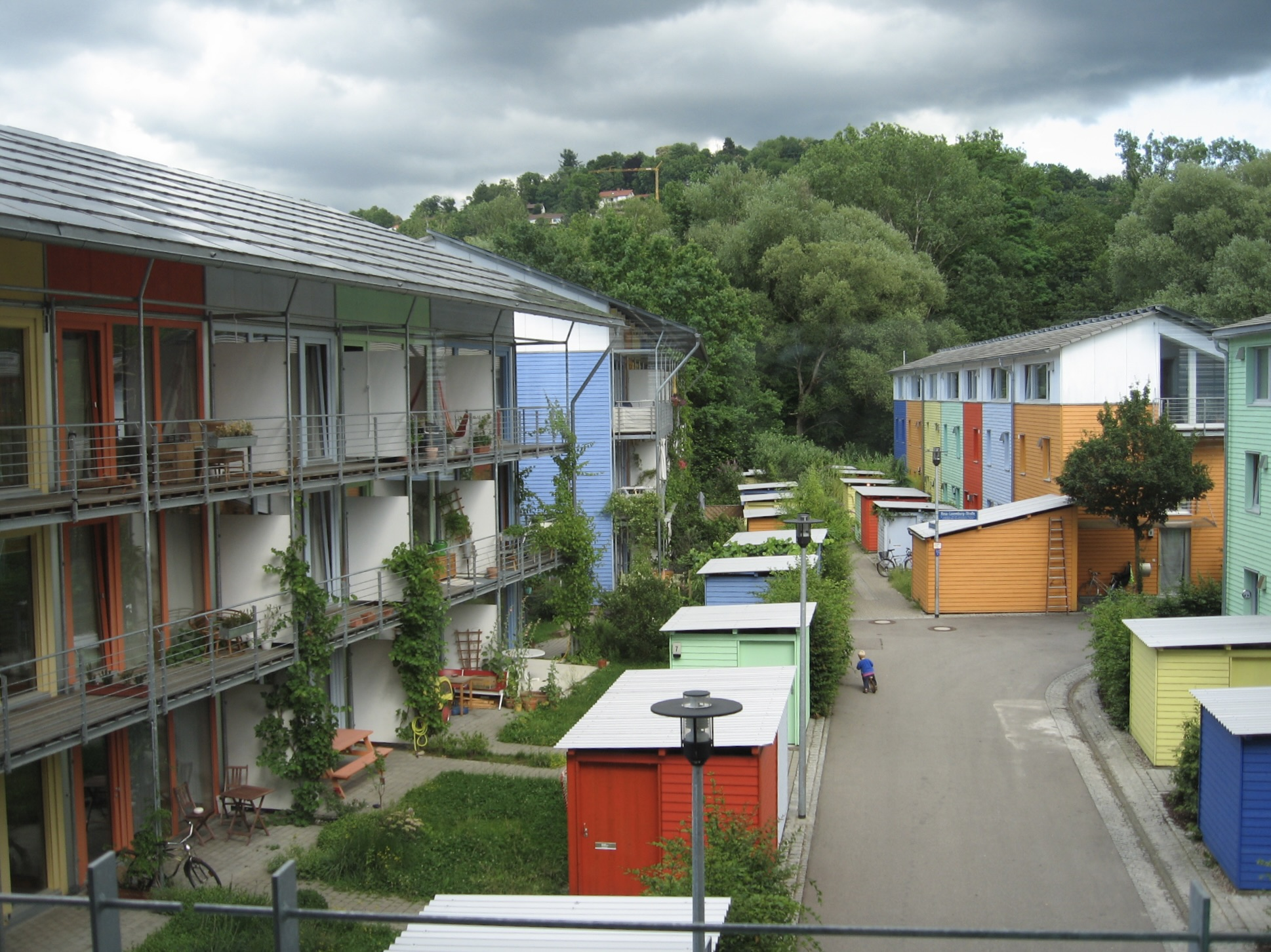
Elly-Heuss-Knapp-Straße, nel quartiere di Vauban a Friburgo in Brisgovia

Vauban è, secondo questa definizione, il più grande sviluppo urbanistico pedonalizzato d'Europa, con oltre 5 000 residenti. Il dibattito circa il fatto che quest'area possa essere considerata interamente senza auto è aperto: molti residenti locali piuttosto che "pedonalizzata" preferiscono utilizzare il termine stellplatzfrei (letteralmente "senza spazio per parcheggiare") per descrivere il sistema di gestione del traffico nell'area, in quanto è ammessa la circolazione dei veicoli attraverso le strade residenziali del quartiere, a passo d'uomo, per permettere il carico e lo scarico, ma non è permessa la sosta.

I residenti dell'area stellplatzfrei di Vauban devono per obbligo firmare annualmente una dichiarazione nel quale affermano se essi posseggano un'autovettura o meno; in caso affermativo sono costretti a comprare, al costo di €17 500, uno stallo in uno degli autosili comunali posti ai bordi del quartiere.
Zone con accesso limitato
Più comunemente, le aree di sviluppo urbano vengono pedonalizzate attraverso qualche sorta di barriera fisica che previene l'accesso di autoveicoli all'interno. Melia et al. descrive questo modello con il termine "zona ad accesso limitato".
In alcuni casi, come nel caso del Stellwerk 60 di Colonia, la barriera fisica è rimovibile ed è controllata dalle organizzazioni dei residenti.
Centri pedonalizzati

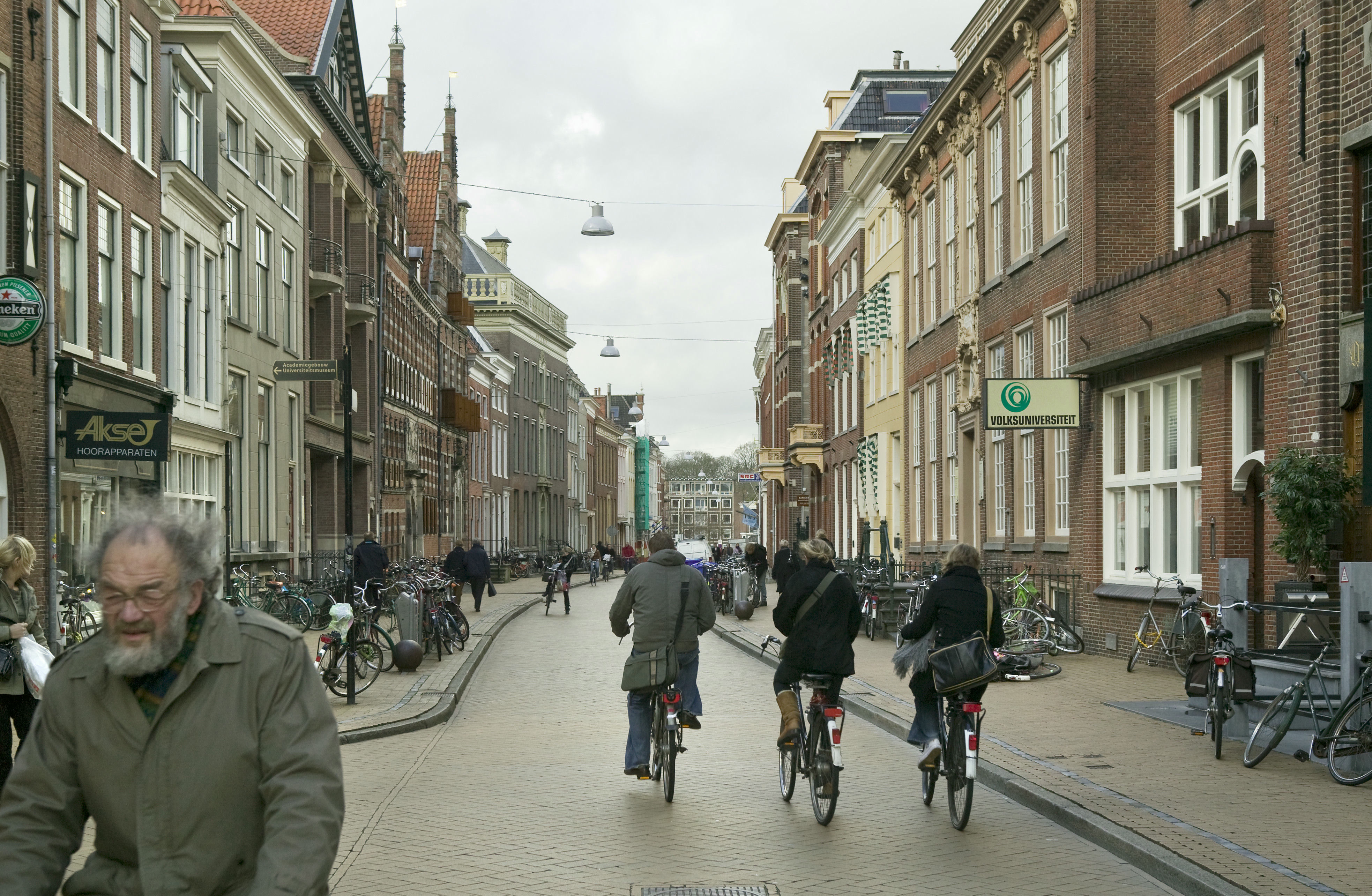
Overzicht Straat nel centro di Groninga, nei Paesi Bassi

Se i due modelli di cui sopra riguardano essenzialmente aree di recente sviluppo urbano, la maggior parte dei centri delle città, delle cittadine e dei quartieri sono stati riconfigurati in un secondo momento. I centri pedonalizzati possono essere considerati uno sviluppo carfree nel caso in cui vi risiedano un significativo numero di persone, la maggior parte delle quali non possiede un'autovettura. Il maggiore esempio in Europa è il centro della città di Groninga, con una popolazione di 16 500.

#### Vantaggi e svantaggi
Diversi studi sono stati eseguiti riguardo alle aree di sviluppo urbano pedonalizzate in Europa. Il più completo è stato condotto nel 2000 da Jan Scheurer, mentre altri, più recenti, appena specifiche aree, quale lo sviluppo urbano di Floridsdorf, a Vienna.
Le caratteristiche di sviluppi libere dall'auto sono: 
- livelli molto bassi dell'utilizzo dell'automobile, con conseguente riduzione di traffico sulle strade circostanti;
- elevato numero di persone circolanti a piedi o in bicicletta;
- tra gli infanti, più libertà di movimento indipendente e giochi motori;
- meno superficie occupata da parcheggi e strade, con conseguente aumento di disponibilità per spazi verdi o sociali.

I principali vantaggi trovati per sviluppi libere dall'auto: 
- minori emissioni di inquinanti in atmosfera;
- ridotto tasso di incidenti stradali;
- migliori condizioni dell'ambiente costruito;
- scoraggiamento di auto private e di altri veicoli a motore (misura di gestione della domanda di viaggi);
- incoraggiamento dell'attività motoria.

I principali problemi legati alle isole pedonali riguardano la gestione dei parcheggi: in particolare, qualora il parcheggio non sia controllato nella zona circostante, questo si traduce spesso in lamentele da parte dei residenti a causa della sosta selvaggia.

## Africa

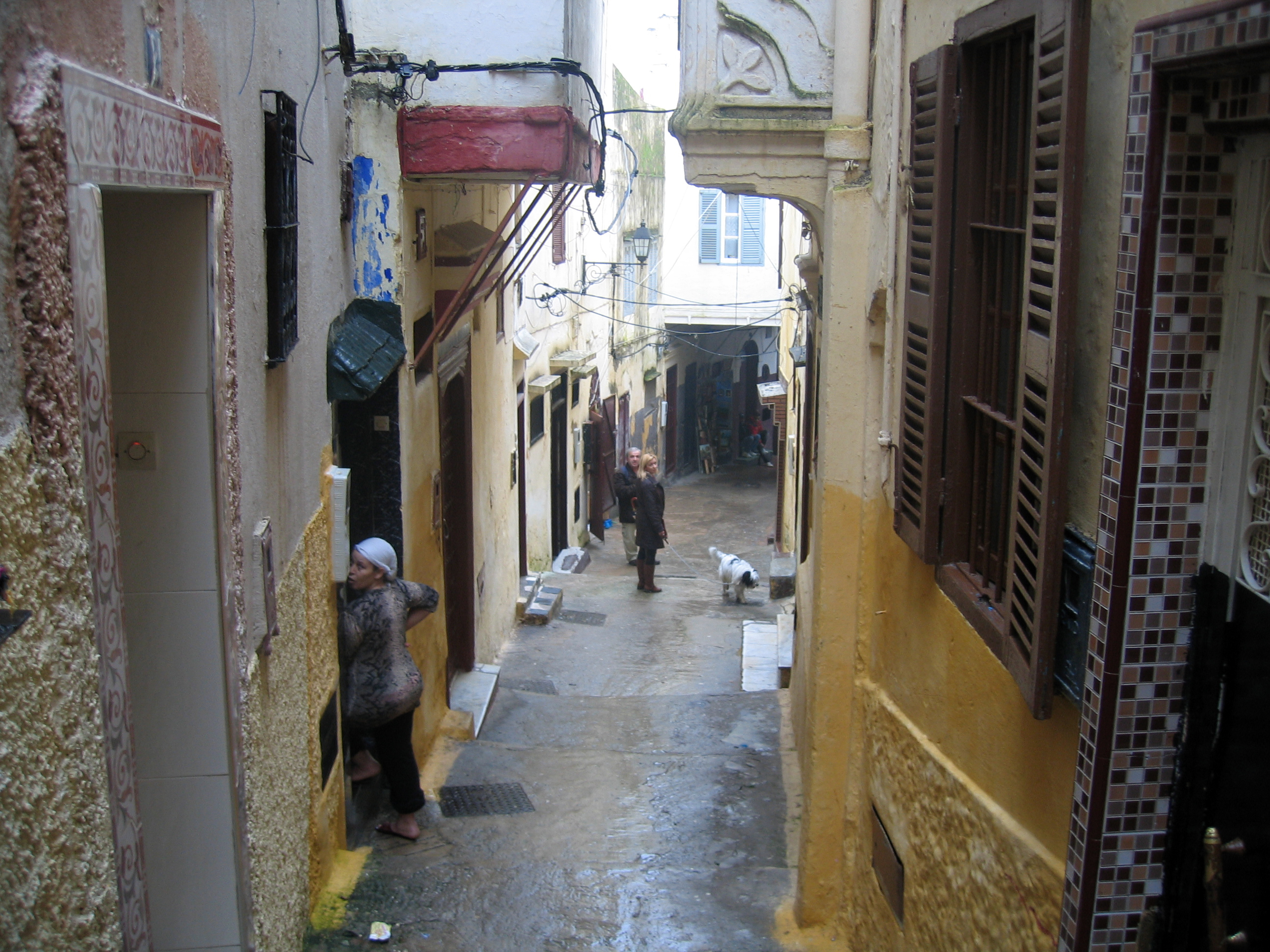
Strada della medina di Tangeri

Nel Nord Africa si trovano alcune delle più grandi aree pedonalizzate del mondo. Fas al-Bali, una medina di Fez, in Marocco, può essere considerata, con una popolazione di 156 000 abitanti, la più grande isola completamente pedonale continua del mondo.
Altre città le cui medine sono tra le più grandi isole pedonali del mondo sono Il Cairo, Casablanca, Meknès, Essaouira e Tangeri.

## Galleria d'immagini

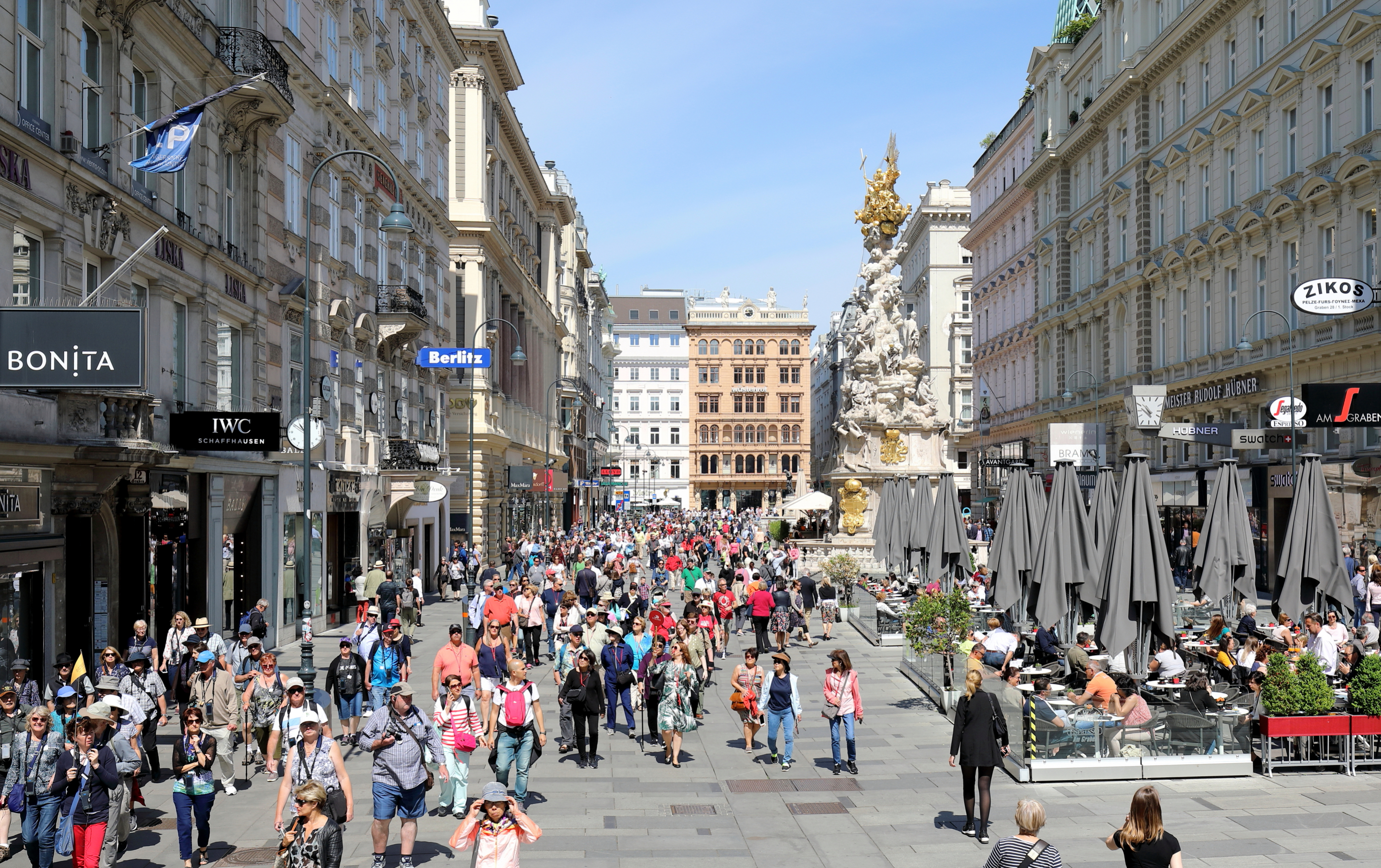
Isola pedonale a Vienna
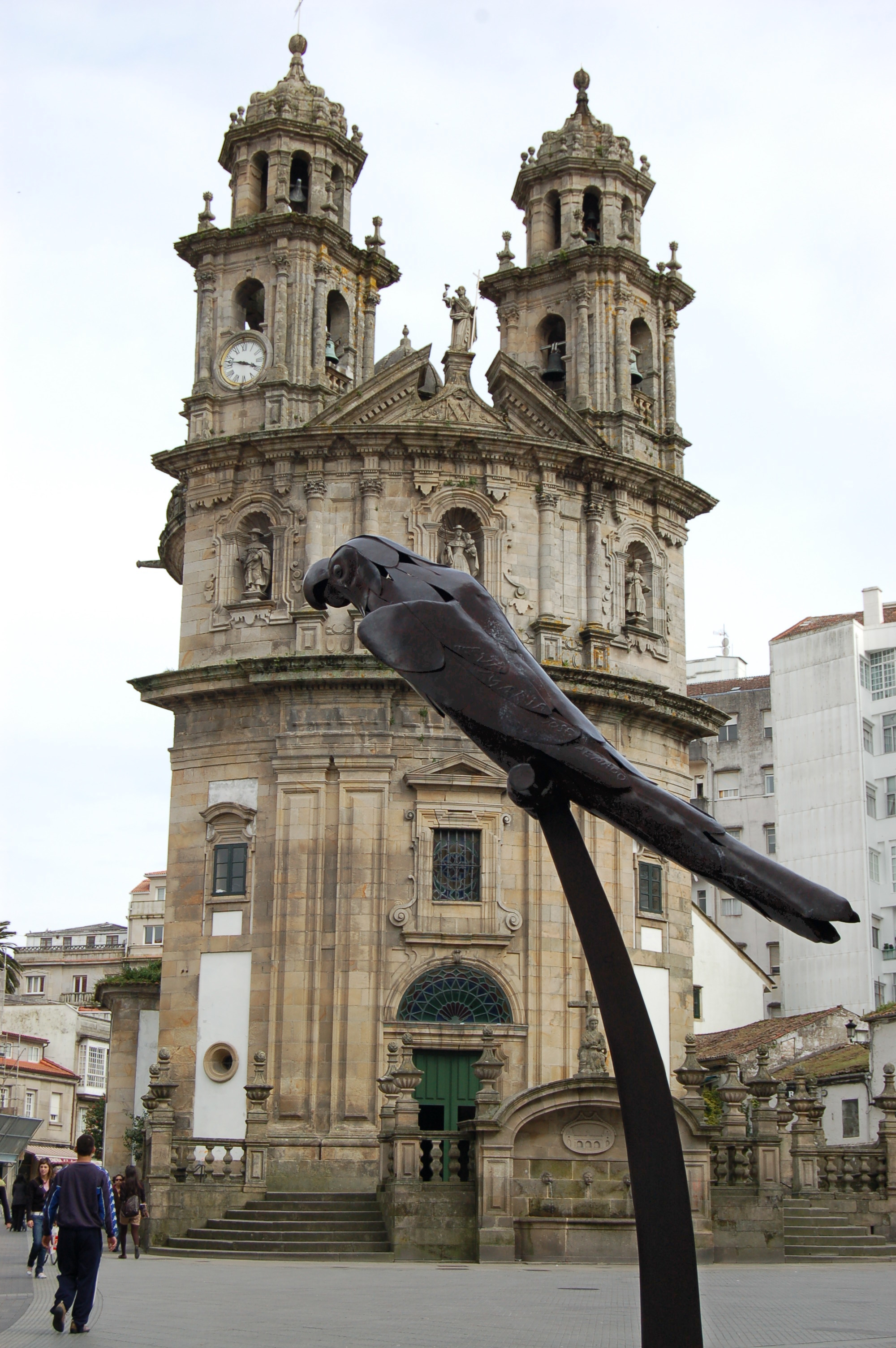
Pontevedra, la città in cui il pedone è il re
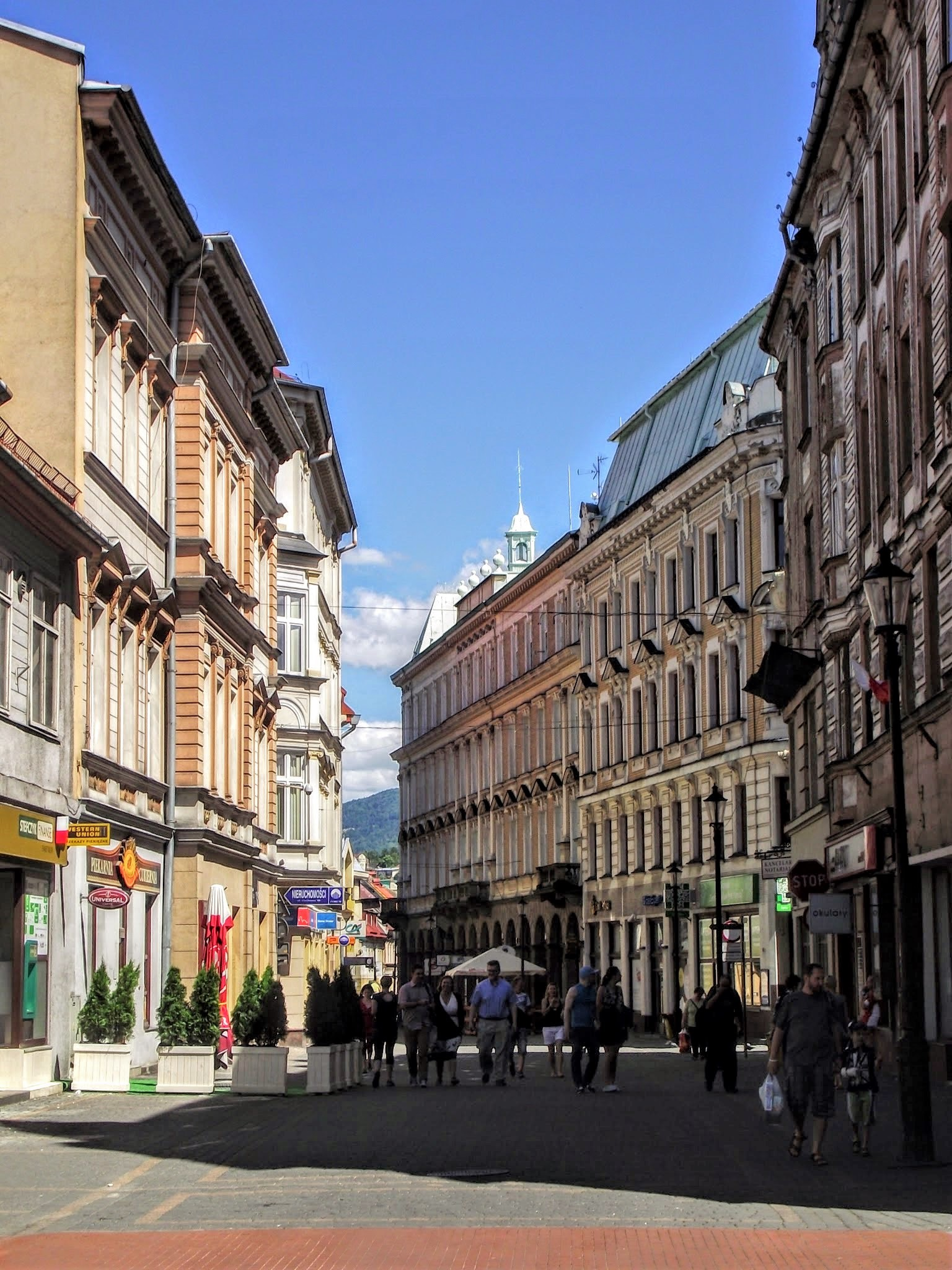
Isola pedonale a Bielsko-Biała (Polonia)
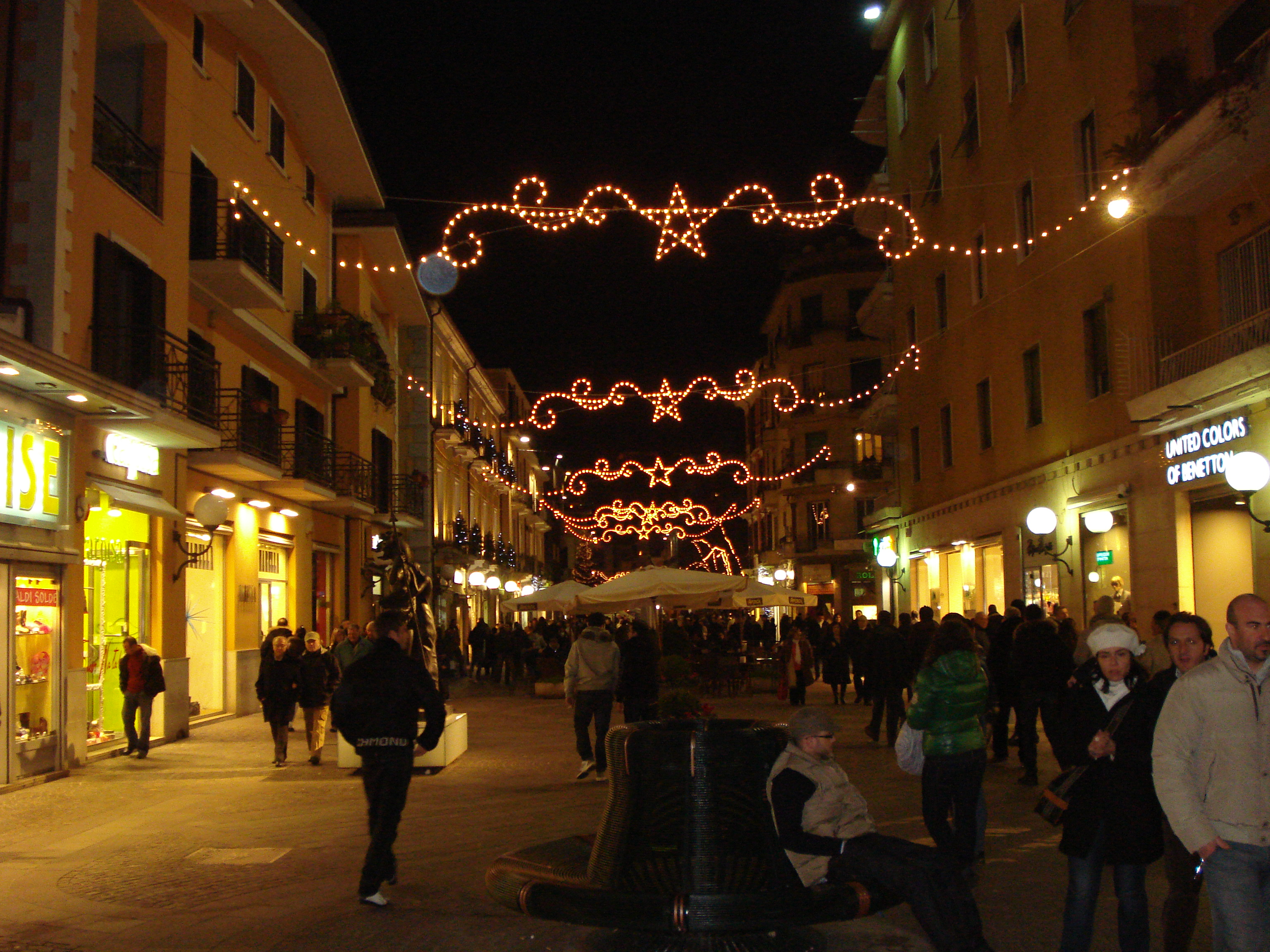
Isola pedonale a Cosenza
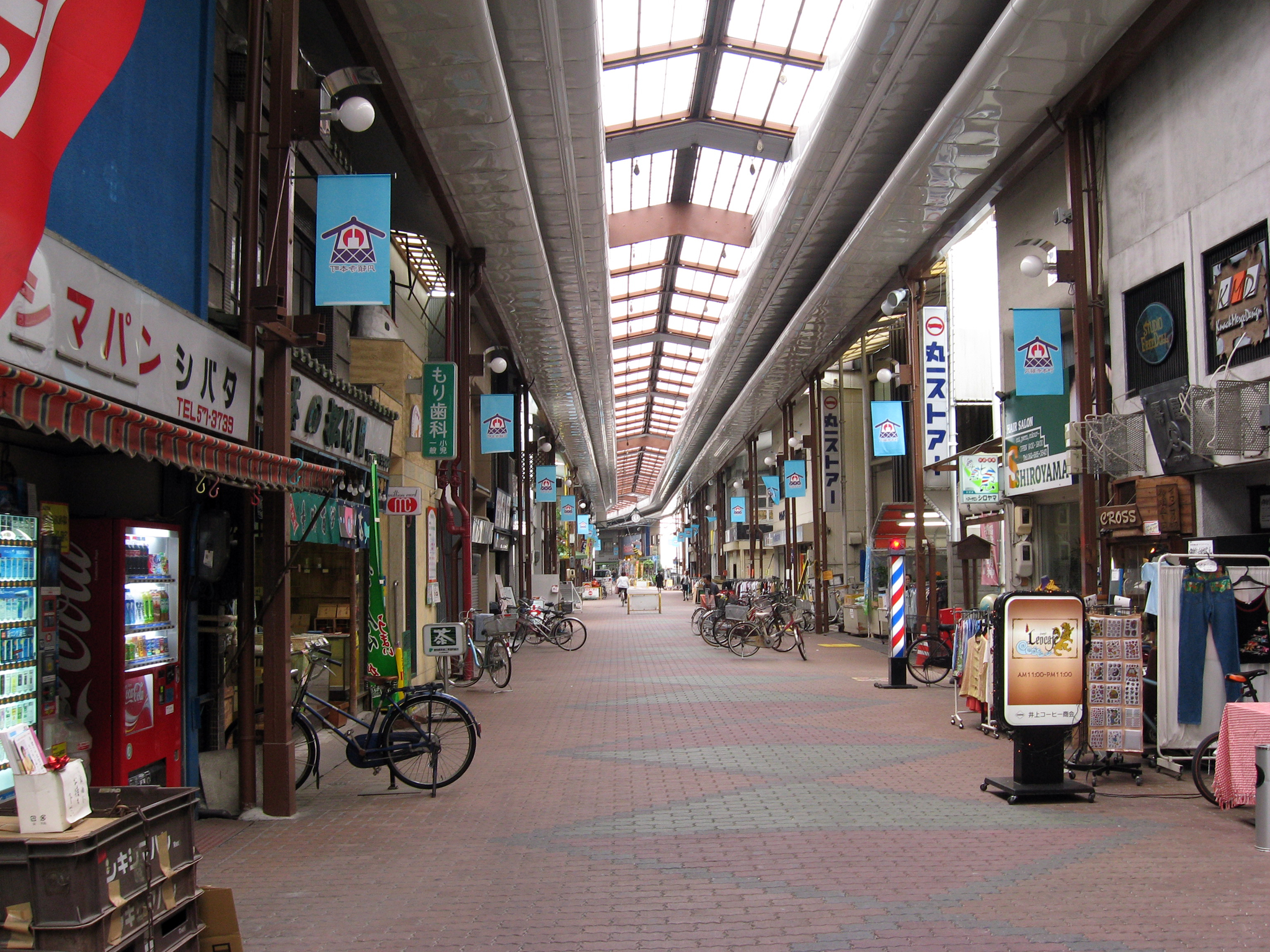
Nagoya, una delle classiche vie pedonali coperte giapponesi, chiamate shōtengai